# Institut supérieur des beaux-arts de Besançon Franche-Comté
 (juin 2024).
Pour les articles homonymes, voir École des beaux-arts.
L'Institut supérieur des beaux-arts de Besançon (ISBA), anciennement École régionale des beaux-arts de Besançon (ERBA), est un établissement supérieur d'enseignement artistique français situé à Besançon, en France.

## Histoire
Une première Académie royale de peinture et de sculpture de Besançon est créée par les artistes de Besançon Jean Wyrsch et Luc Breton au XVIIIe siècle dans l’ancien grenier de la ville de Besançon sur la place de la Révolution, dans le  centre historique (La Boucle), avec un conservatoire de musique. Une école municipale gratuite de dessin est fondée en 1807. En 1972, l'école des beaux-arts s'installe à son adresse actuelle 12 rue Denis Papin, sur le campus de la Bouloie.
Le bâtiment actuel de l'Institut supérieur des Beaux Arts de Besançon, de style contemporain, est construit entre 1970 et 1974. C'est un immense atelier d'artiste d'environ 7 000 m2 sur deux étages.
Il est conçu par l'architecte catalan Josep Lluís Sert (1902-1983), inspiré par l'œuvre architecturale frontalière voisine de Le Corbusier (1887-1965), également architecte des Fondation Maeght de Saint-Paul-de-Vence sur la Côte d'Azur, et Fondation Joan-Miró de Barcelone en Espagne. Il est labellisé « Patrimoine du XXe siècle » par le Ministère de la Culture française en 2004.

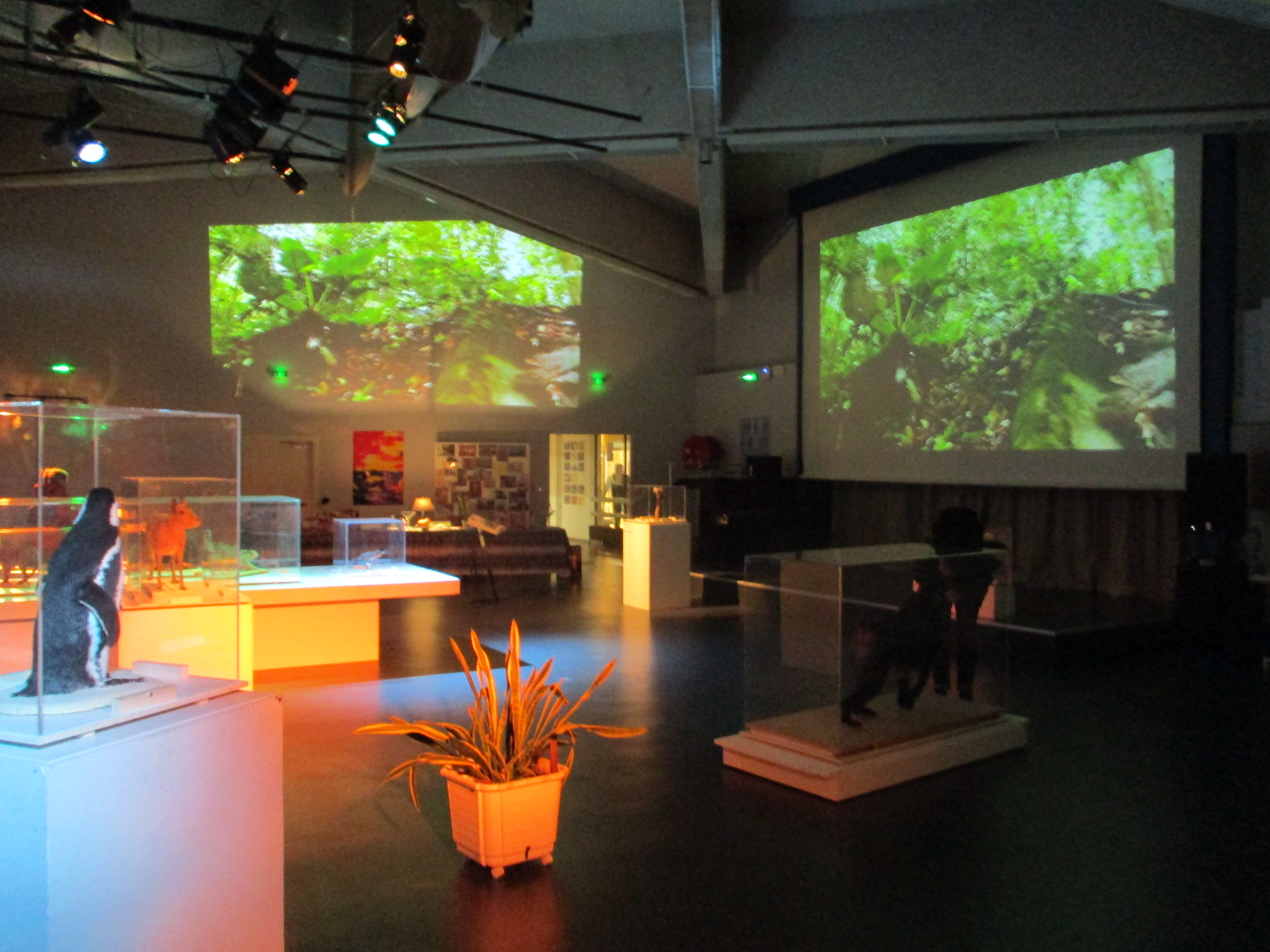
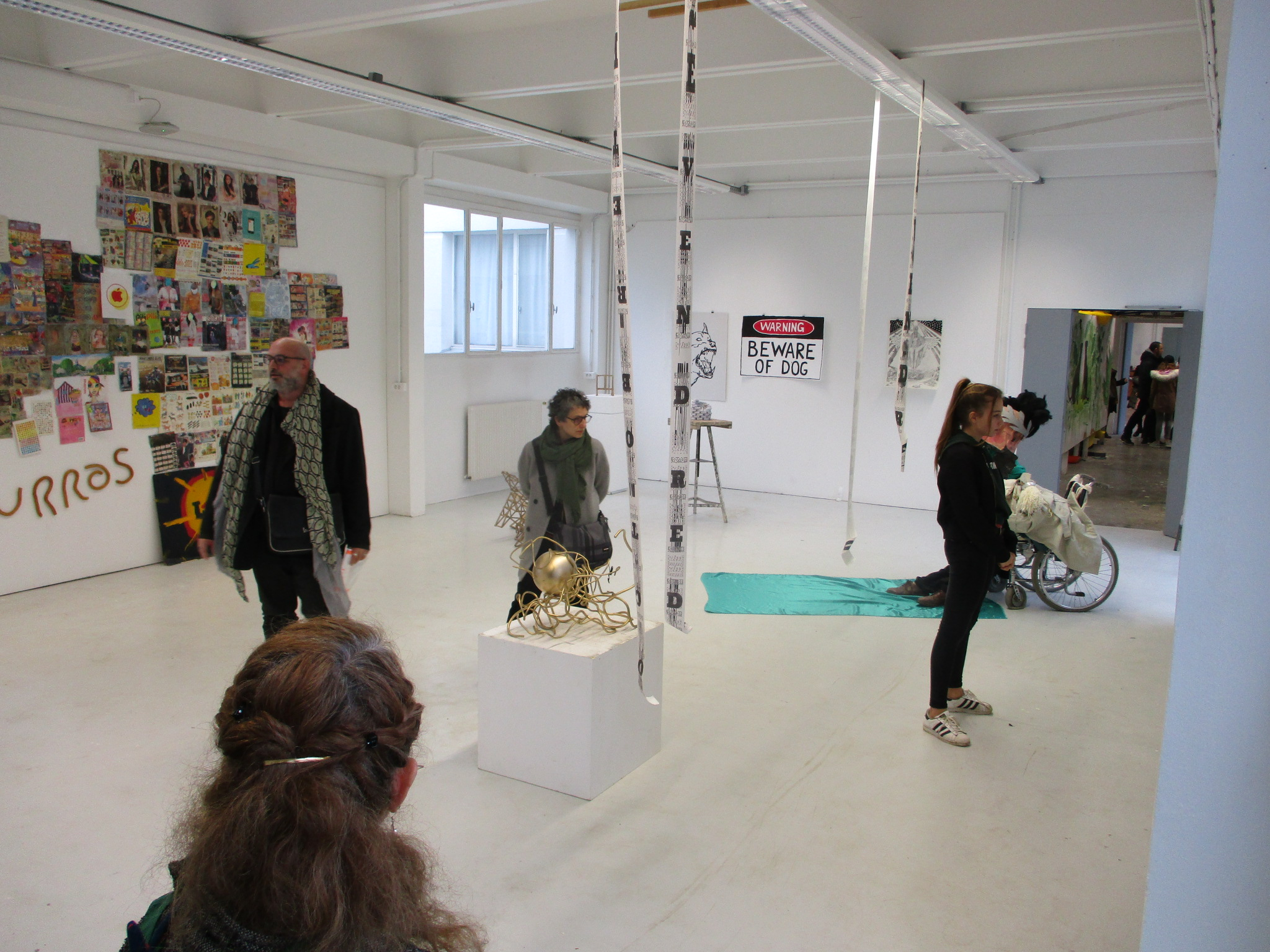
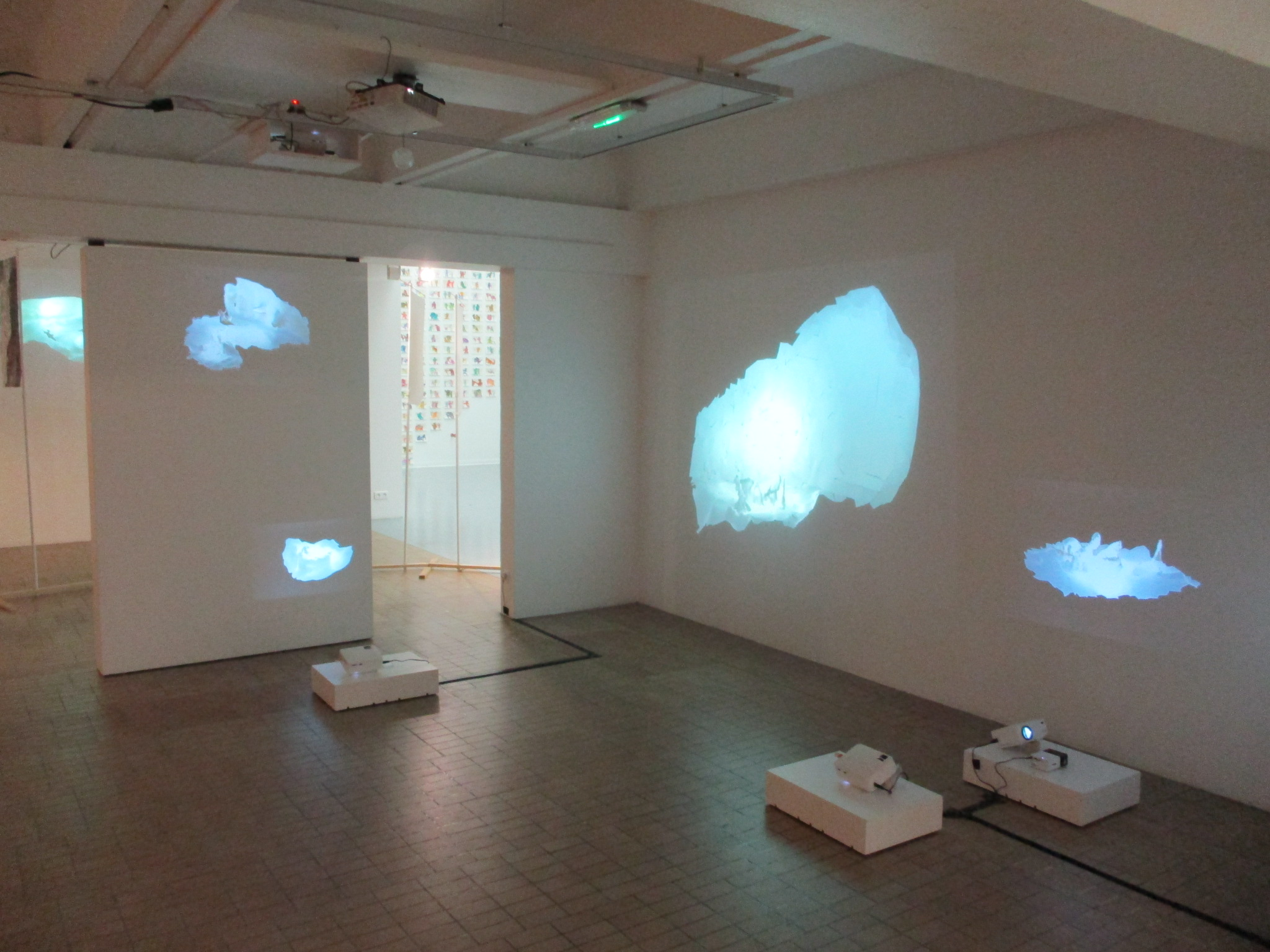
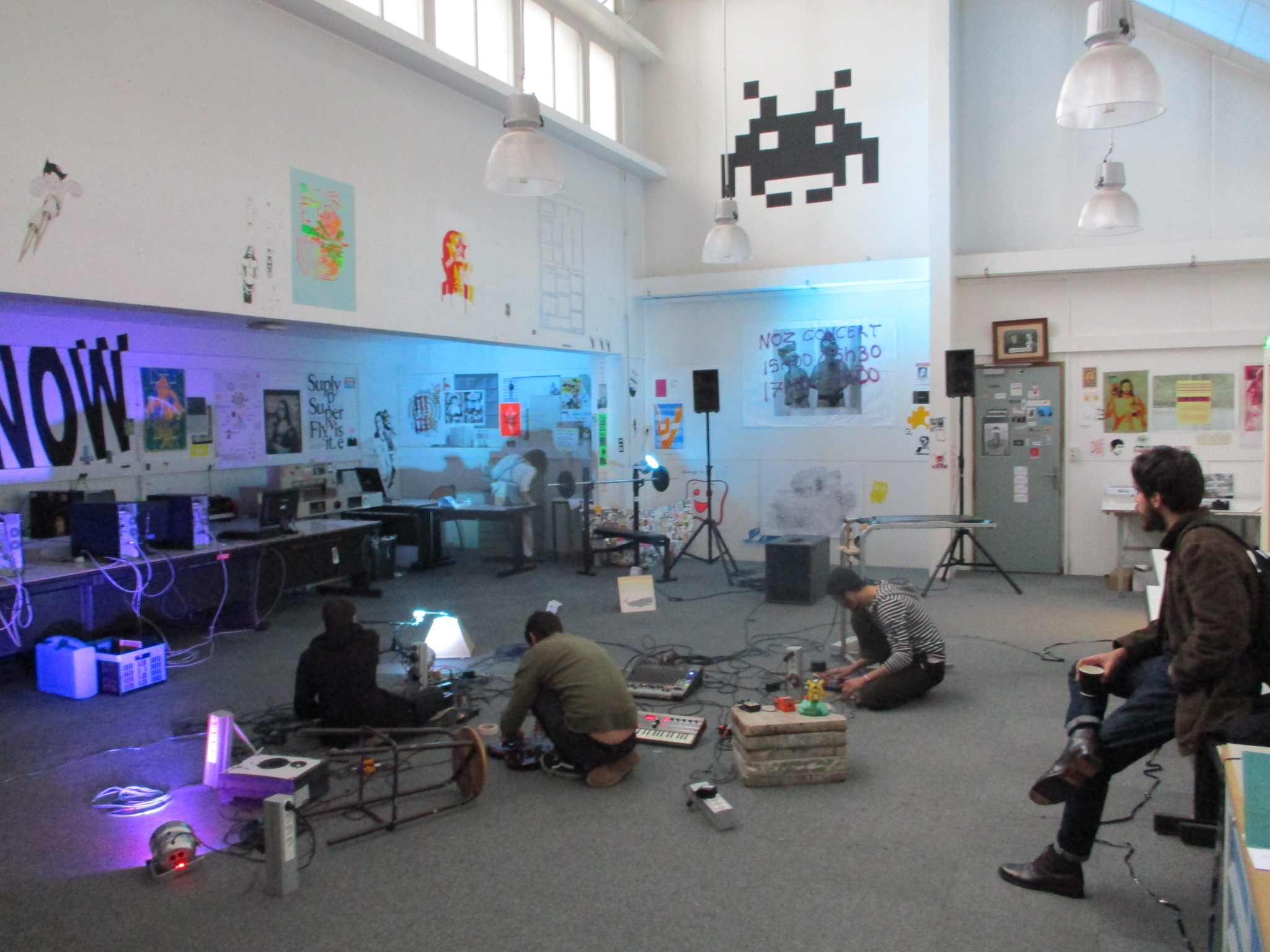

L'école dispose de nombreux ateliers d'artistes, pour quelque 250 étudiants. Elle propose des ateliers céramique, ferronnerie, bois, photo, vidéo, informatique, impression numérique, gravure et gravure laser, sérigraphie, typographie... et une importante bibliothèque.
L’institut organise des cours du soir et des cours périscolaires dans diverses disciplines. Il admet également quelques personnes en qualité d’auditeurs libres, dans le cursus étudiant. Des activités publiques sont programmées, notamment des expositions et des conférences, d'octobre à mai. Enfin, l'école comporte une résidence internationale d’artistes. Aujourd'hui, l'Institut supérieur des beaux-arts de Besançon accueille chaque année 200 étudiants.

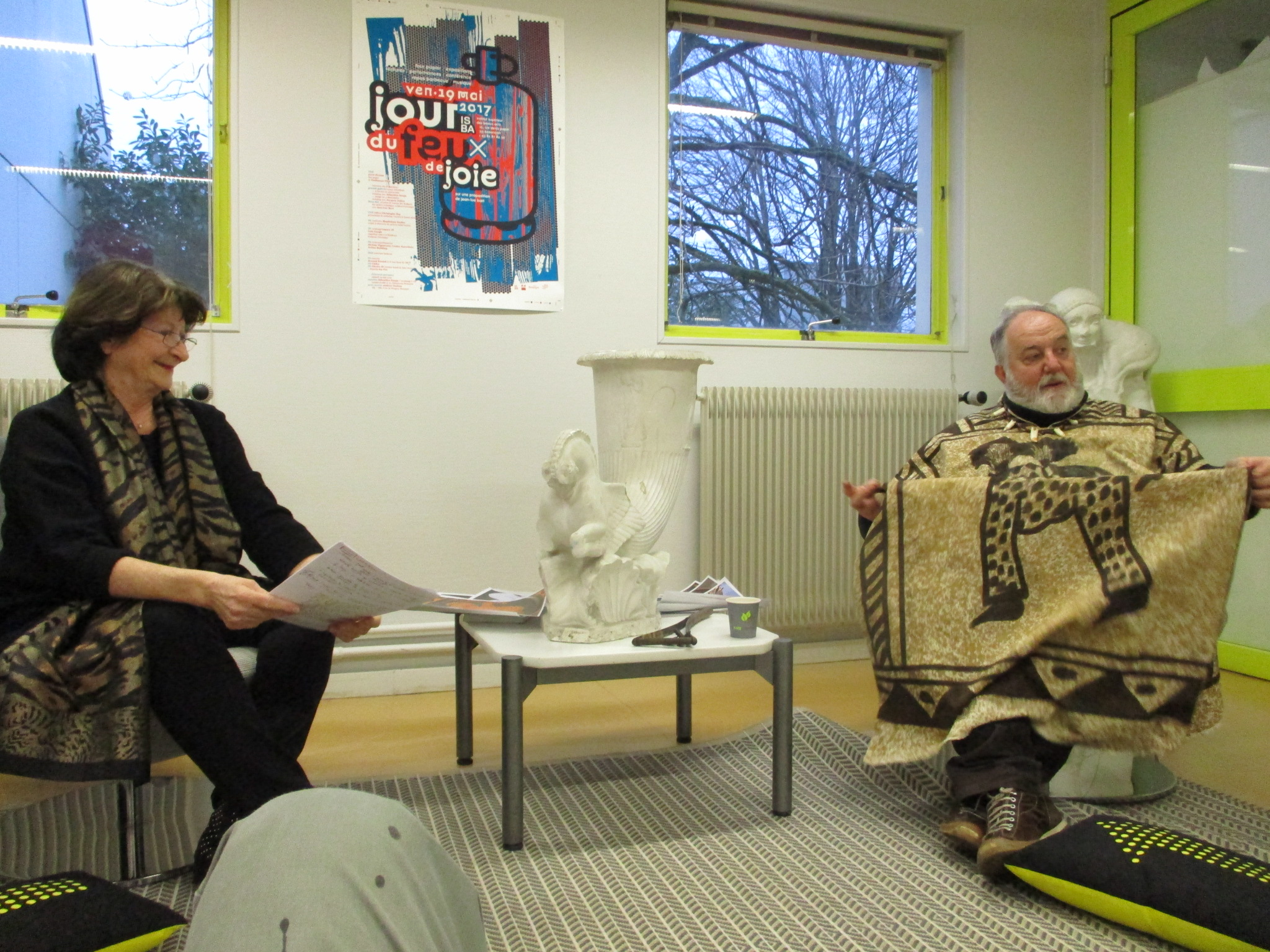
Conférence de Laurent Devèze (mi Socrate / mi Zeus) critique d'art, professeur, et directeur de l'école.

L'école délivre deux diplômes nationaux d'arts :
- Diplôme national d'arts (DNA, grade licence)
- Diplôme national supérieur d'expression plastique (DNSEP, grade master, avec possibilité de continuer en doctorat à l'université).

### Accusations d'infractions de nature sexuelle
En septembre 2020, des membres de l'équipe sont mis en cause par des élèves, actuels ou anciens qui dénoncent des dysfonctionnements mettent en péril leur intégrité physique et psychologique. Ils créent l'association Balance ton école d'art pour dénoncer des faits d'agression sexuelle, de harcèlement, et deux à quatre viols. Ils auraient été commis durant les années et mois précédents, à l'encontre d'élèves et d'anciens élèves de l'école. Une enquête judiciaire est ouverte à la suite d'un dépôt de plainte,,.
D'autres établissements, ceux de Bourges, Lyon, ou Aix-en-Provence, s'inspirent de Besançon et organisent leur « libération de la parole »,.
Les premiers éléments de l'enquête administrative, dévoilés à partir du 11 décembre 2020, « pointe[nt] de graves dysfonctionnements » mais ne permettent pas de se prononcer sur les accusations d’agressions sexuelles.
Le 8 avril 2021, les conclusions définitives sont rendues et sont sévères : un moniteur contractuel particulièrement visé n'est plus en poste depuis juin 2020 ; le directeur, Laurent Devèze, est suspendu, le jour même, pour faute grave, dans l'attente de mesures disciplinaires ; la maire Anne Vignot motive sa décision sur la base d'une soixantaine d'auditions, et sous l'égide du Ministère de la Culture, par des éléments « concordants, répétés, et graves » portant sur « un comportement inapproprié et des manquements à ses obligations,,,,,. »
L'enquête préliminaire conduit le procureur de la République de Besançon à annoncer, le 3 juin 2021, que les deux plaintes déposées seront classées sans suite. « Aucune poursuite judiciaire n’est retenue dans cette affaire. Les conclusions de l’enquête préliminaire seront mises à disposition de la Ville de Besançon qui gère l’IBSA ».

## Personnalités
Direction
Ecole royale des Beaux-Arts 
- de 1773 à 1784 Jean Wyrsch (1732-1798) et Luc Breton (1731-1800), artistes fondateurs au XVIIIe siècle
- de 1784 à 1789 Simon-Bernard Lenoir

Ecole municipale de dessin
- de 1807 à 1815 François Laurent Bruno Jourdain
- de 1815 à 1838 Antoine-Charles-Thérèse Borel
- de 1840 à 1872 Joseph-Ferdinand Lancrenon
- de 1872 à 1890 Camille Demesmay
- de 1920 à 1925 Jean-Adolphe Chudant

École Régionale des Beaux Arts
- de 1954 à 1985 Claude Dodane
- de 1985 à 2009 Alain Philippe

Institut Supérieur des Beaux Arts
- de 2009 à 2021 Laurent Devèze, directeur de l'école, professeur, et critique d'art

Élèves
| - Gabriel Laviron (1806-1849) - Jean Gigoux (1806-1894) - Alphonse Delacroix (1807-1878) - Georges-Philippe Clésinger (1788-1852) - Auguste Clésinger (1814-1883) - Marcel Boutterin (1842-1915) | - Armand-Émile Mathey-Doret (1853-1931) - Jules-Émile Zingg (1882-1942) - Georges Serraz (1883-1964) - Suzanne Belperron (1900-1983) - Simone Tiersonnier (1910-1999) - Pierre Bichet (1922-2008) - Georges Oudot (1928-2004) | - Guénolé Azerthiope (1944) - Pierre Duc (1945) - Paul Gonez (1946) - Claude-Max Lochu (1951) - Bernard Reyboz (1951-2012) - André Faber (1954) - Didier Marcel (1961) - Raphaël Jacoulot (1971) - Gérald Mainier (1978-2019) |  |

Professeurs
| - Simon-Bernard Lenoir (1729-1791) - Charles-Antoine Flajoulot (1774-1840) - Joseph-Ferdinand Lancrenon (1794-1874) - Gustave Courbet (1819-1877) - Paul Franceschi (1828-1894) - Nicolas-Constant Cadé (1846-1887) - Charles Frédéric Abram (1851-1936) - Jean-Adolphe Chudant (1860-1929) | - Albert Pasche (1873-1964) - Charlotte Perriand (1903-1999) - Pierre Faucheux (1924-1999) - Jean Ricardon (1924) - Gérard Blanchard (1927-1998) - Félix Rozen (1938-2013) - Gérard Collin-Thiébaut (1946) - Jean-Marc Scanreigh (1950) | - Laurent Devèze (1960) - Nacéra Kainou (1963) - Jean-Marc Chapoulie (1967) - Philippe Terrier-Hermann (1970) - Matthieu Laurette (1970) - Jens Boettcher - Jocelyne Takahashi (1955) - Michel Giroud (1940) |  |